# Del Norte Al Sur
Del Norte Al Sur utkom den 2000 och är hiphopgruppen Kinto Sols debutalbum.

## Låtlista
1. "Intro" – 1:15
2. "No Muerdas La Mano" – 3:46
3. "Como En Secundaria– 3:43
4. "Skit" – 0:33
5. "El Capitan" – 3:40
6. "Si Muero Yo Mueres Tu" – 3:40
7. "Qvo" – 3:55
8. "Que Risa Me Da" – 4:06
9. "Skit" – 0:15
10. "Vamos A Gozar" – 4:06
11. "Asalto" – 5:37
12. "El Mero Mero" – 4:02
13. "Tal Vez" – 4:36
14. "Intermedio" – 0:33
15. "Mi Verdad Odio y Realidad" – 3:39
16. "Skit" - 0:33
17. "Apunta Tu Cuete" - 4:29
18. "La Fonda" - 0:49
19. "Mi Cuadra" - 4:00
20. "La Batalla De La Vida" - 3:57